# Да Силва Нунес, Луис Фелипе
Луи́с Фели́пе да Си́лва Ну́нес (порт.-браз. Luiz Felipe da Silva Nunes; род. 24 апреля 1997, Риу-Гранди, Риу-Гранди-ду-Сул) — бразильский футболист, вратарь.

## Карьера
Луис Филипе является воспитанником клуба «Интернасьонал». Выступал в составе молодёжной команды на Кубке Сан-Паулу.
В феврале 2018 года подписал трехлетний контракт с луганской «Зарёй». Луис дебютировал за основной состав 9 августа 2018 года в матче против «Браги», в Лиге Европы УЕФА. Дебют в Премьер-лиге Украины состоялся 30 сентября 2018 года в игре против ФК «Львов». В конце 2019 года «Заря» прекратила сотрудничество с бразильцем и Луис Филипе покинул клуб в статусе свободного агента.